# Petkumer Sieltief
Das Petkumer Sieltief ist ein Gewässer in der Stadt Emden in Ostfriesland.

## Verlauf
Das Petkumer Sieltief zweigt nördlich von Petkum vom Fehntjer Tief ab. Es fließt begradigt nach Süden und im Emder Stadtteil Petkum durch ein Siel in die Ems.
Über einen Zeitraum von mehreren Jahrhunderten diente es in seinem Unterlauf dem Abtransport von Torf aus den ostfriesischen Fehnen. Die auf dem Kanal fahrenden Torfschiffe brachten das Material auf dem ostfriesischen Kanalnetz bis hinauf in die weit westlich gelegenen Dörfer der Krummhörn. Auf ihrer Rückfahrt in die Fehnsiedlungen nahmen die Torfschiffer oftmals Kleiboden aus der Marsch sowie den Dung des Viehs mit, mit dem sie zu Hause ihre abgetorften Flächen düngten.
Das Alte Siel von 1857/58 samt dem dazugehörigen Sielhaus, einem landwirtschaftlichen Gebäude, steht unter Denkmalschutz.